# Collegio uninominale Emilia-Romagna - 02 (Camera dei deputati 2017)
Il collegio elettorale uninominale Emilia-Romagna - 02 è stato un collegio elettorale uninominale della Repubblica Italiana per l'elezione della Camera dei deputati tra il 2017 ed il 2022.

## Territorio
Come previsto dalla legge elettorale italiana del 2017, il collegio era stato definito tramite decreto legislativo all'interno della circoscrizione Emilia-Romagna.
Era formato dal territorio di 26 comuni: Bagno di Romagna, Bellaria-Igea Marina, Borghi, Castrocaro Terme e Terra del Sole, Cesena, Cesenatico, Civitella di Romagna, Dovadola, Galeata, Gambettola, Gatteo, Longiano, Mercato Saraceno, Montiano, Portico e San Benedetto, Predappio, Premilcuore, Rocca San Casciano, Roncofreddo, San Mauro Pascoli, Santa Sofia, Santarcangelo di Romagna, Sarsina, Savignano sul Rubicone, Sogliano al Rubicone e Verghereto.
Il collegio era quindi compreso tra la provincia di Forlì-Cesena e la provincia di Rimini.
Il collegio era parte del collegio plurinominale Emilia-Romagna - 01.

## Eletti
| Elezione | Elezione | Deputato       | Partito         |
| -------- | -------- | -------------- | --------------- |
|          | 2018     | Simona Vietina | Forza Italia    |
|          | 2021     | Simona Vietina | Coraggio Italia |

## Dati elettorali

### XVIII legislatura
Come previsto dalla legge elettorale, 232 deputati erano eletti con sistema a maggioranza relativa in altrettanti collegi uninominali a turno unico.
| Candidati              | Candidati                | Voti    | %     | Liste                           | Voti    | %     |
| ---------------------- | ------------------------ | ------- | ----- | ------------------------------- | ------- | ----- |
|                        | Simona Vietina ✔️ Eletto | 53 756  | 32,84 | Lega                            | 31 148  | 19,03 |
| Forza Italia           | Simona Vietina ✔️ Eletto | 53 756  | 32,84 | 16 680                          | 10,19   |       |
| Fratelli d'Italia      | Simona Vietina ✔️ Eletto | 53 756  | 32,84 | 4 667                           | 2,85    |       |
| Noi con l'Italia - UDC | Simona Vietina ✔️ Eletto | 53 756  | 32,84 | 1 261                           | 0,77    |       |
|                        | Sergio Culiersi          | 50 216  | 30,68 | Movimento 5 Stelle              | 50 216  | 30,68 |
|                        | Fabrizio Landi           | 46 131  | 28,18 | Partito Democratico             | 40 677  | 24,85 |
| +Europa                | Fabrizio Landi           | 46 131  | 28,18 | 3 969                           | 2,42    |       |
| Italia Europa Insieme  | Fabrizio Landi           | 46 131  | 28,18 | 790                             | 0,48    |       |
| Civica Popolare        | Fabrizio Landi           | 46 131  | 28,18 | 695                             | 0,42    |       |
|                        | Giuseppe Zuccatelli      | 5 187   | 3,17  | Liberi e Uguali                 | 5 187   | 3,17  |
|                        | Massimo Pistoia          | 2 027   | 1,24  | Il Popolo della Famiglia        | 2 027   | 1,24  |
|                        | Gaia Righi               | 1 456   | 0,89  | CasaPound                       | 1 456   | 0,89  |
|                        | Loris Stradaioli         | 1 354   | 0,83  | Partito Comunista               | 1 354   | 0,83  |
|                        | Anna Strippoli           | 1 303   | 0,80  | Potere al Popolo!               | 1 303   | 0,80  |
|                        | Monica Rossi             | 1 130   | 0,69  | PRI - ALA                       | 1 130   | 0,69  |
|                        | Omar Capelletti          | 850     | 0,52  | Italia agli Italiani            | 850     | 0,52  |
|                        | Alessandro Ricchi        | 273     | 0,17  | Per una Sinistra Rivoluzionaria | 273     | 0,17  |
| Totale                 | Totale                   | 163 683 | 100   |                                 | 163 683 | 100   |
|                        |                          |         |       |                                 |         |       |
| Voti non validi        | Voti non validi          | 4 357   | 2,59  |                                 |         |       |
| Votanti                | Votanti                  | 168 040 | 79,84 |                                 |         |       |
| Elettori               | Elettori                 | 210 468 |       |                                 |         |       |